# 彦根市立中央中学校
彦根市立中央中学校（ひこねしりつ ちゅうおうちゅうがっこう）は、滋賀県彦根市西今町にある公立中学校。

## 沿革
- 1983年（昭和58年）4月8日 - 彦根市立西中学校から分離して開校。

## 通学区域
- 彦根市立平田小学校及び彦根市立金城小学校の通学区域[1]。